# 4149 Harrison
4149 Harrison là một tiểu hành tinh that was được phát hiện ngày 9 tháng 3 năm 1984 bởi Brian A. Skiff ở Trạm Anderson Mesa thuộc Đài thiên văn Lowell. Nó được đặt theo tên ex-Beatle George Harrison.

## Cùng chủ đề
- 4147 Lennon
- 4148 McCartney
- 4150 Starr
- 8749 Beatles